# Langwasser Süd (métro de Nuremberg)
Langwasser Süd est une station de métro à Nuremberg, en Allemagne. Terminus sud-est de la ligne U1 du métro de Nuremberg, elle a été mise en service le 1er mars 1972, en même temps que cette dernière.